# Fiľakovo
Fiľakovo (Hongaars: Fülek) is een Slowaakse gemeente in de regio Banská Bystrica, en maakt deel uit van het district Lučenec.
Fiľakovo telt 10.198 inwoners en is het regionale centrum voor onderwijs en werkgelegenheid. Het is gelegen in het Unesco Geopark Novohrad–Nógrád.

## Geschiedenis
De plaats wordt voor het eerst in 1241 genoemd onder de naam Filek. De plek is echter al veel langer bewoond. In 1423 kreeg het stadsrechten van de Hongaarse koning. In het stadje waren gilden actief en het was het centrum van de wijnverkopers. In de 19e en 20e eeuw komt het tot ontwikkeling als industriekern, er wordt een steenfabriek en een email industrie gevestigd. De laatste fabriek overleefde de economische crisis in de jaren '30 van de vorige eeuw en ging in 1945 verder onder de naam Kovosmalt. Het staatsbedrijf had in de hoogtijjaren 5000 medewerkers. Het bedrijf overleefde de omwentelingen van het communisme naar de markteconomie niet.
Fülek lag lang in het Koninkrijk Hongarije dat later werd bestuurd door de Habsburgers. In 1867 kreeg Hongarije meer autonomie, Fülek lag toen in het comitaat Nógrád. Na afloop van de Eerste Wereldoorlog werd het land Tsjecho-Slowakije gecreëerd, Fülek kreeg ondanks haar in meerderheid Hongaarse bevolking te maken met het feit dat het aan de andere zijde van de grens kwam te liggen. Na het besluit van de Eerste Scheidsrechterlijke Uitspraak van Wenen werd het in 1938 weer onderdeel van Hongarije. Na afloop van de Tweede Wereldoorlog werden de vooroorlogse grenzen hersteld en werd Fülek weer omgedoopt in Fil'akovo. In 1993 was de laatste wijziging qua staats aanhorigheid, de stad ligt nu in het onafhankelijke Slowakije.

## Bevolking
In 2021 had de gemeente 9.949 inwoners (volkstelling). Daarvan hadden 6.862 inwoners het Hongaars als moedertaal (68,97%).
Het stadje had tijdens de volkstelling van 2011 10.817 inwoners. Hiervan waren er 5792 Hongaars (53%), 3031 Slowaaks (28%) en 396 Roma zigeuner. Verder gaven 1543 inwoners tijdens die volkstelling geen nationaliteit op. In 2001 gaf 64% van de bevolking een Hongaarse nationaliteit op en 30% de Slowaakse nationaliteit.

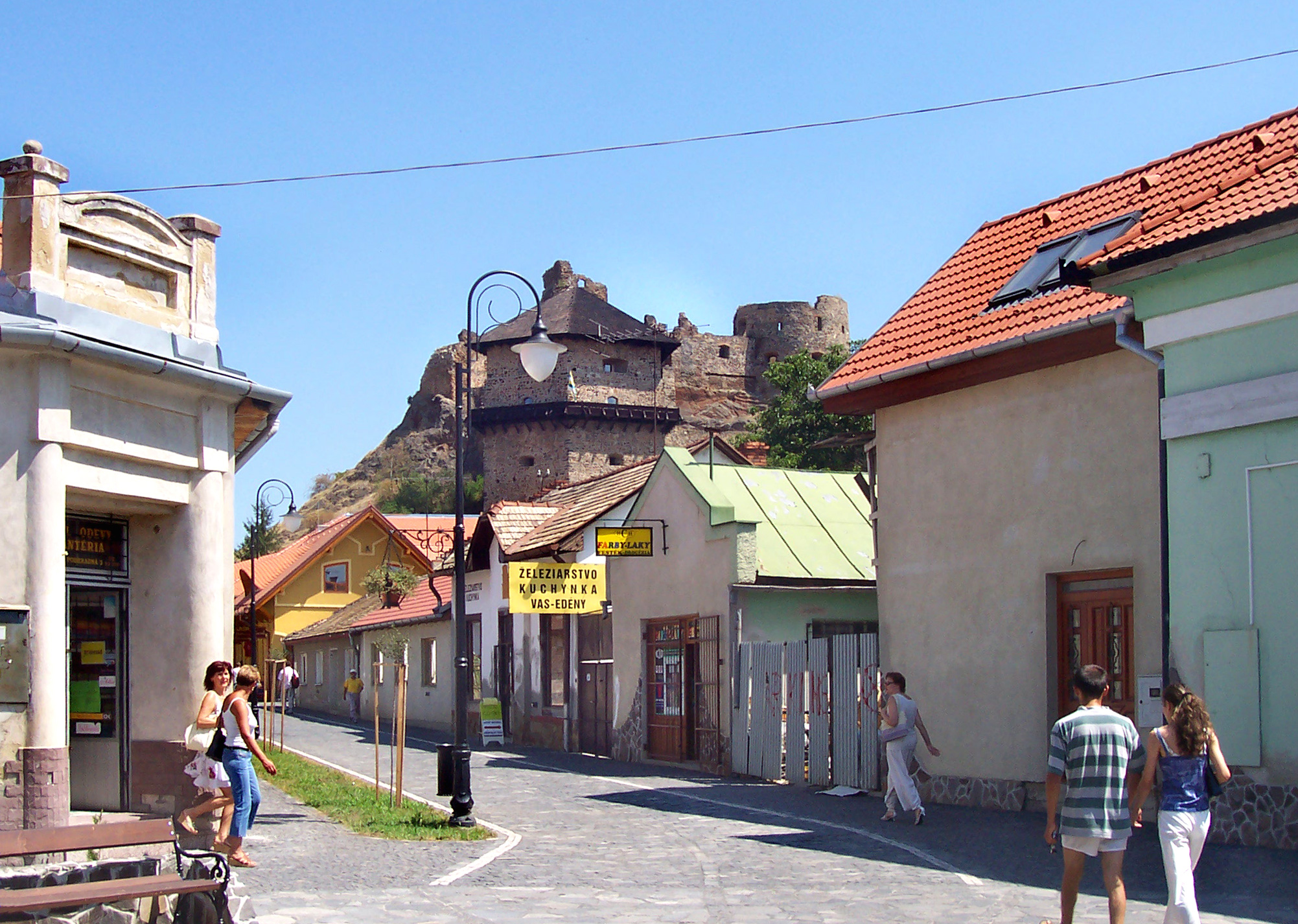
Winkelstraat in Fiľakovo, met daarboven de burcht (2007)

## Openbaar vervoer
In Fiľakovo ligt een treinstation dat de gemeente via de zuidelijke dwarslijn verbindt met andere gemeenten in het centrum, het westen en het oosten van het land, zo onder meer met: Bratislava, Košice, enzovoort.
Ábelová · Belina · Biskupice · Boľkovce · Budiná · Bulhary · Buzitka · Čakanovce · Čamovce · Divín · Dobroč · Fiľakovo · Fiľakovské Kováče · Gregorova Vieska · Halič · Holiša · Jelšovec · Kalonda · Kotmanová · Lehôtka · Lentvora · Lipovany · Lovinobaňa · Lučenec · Lupoč · Ľuboreč · Mašková · Mikušovce · Mučín · Mýtna · Nitra nad Ipľom · Nové Hony · Panické Dravce · Píla · Pinciná · Pleš · Podrečany · Polichno · Praha · Prša · Radzovce · Rapovce · Ratka · Ružiná · Stará Halič · Šávoľ · Šiatorská Bukovinka · Šíd · Šurice · Točnica · Tomášovce · Trebeľovce · Trenč · Tuhár · Veľká nad Ipľom · Veľké Dravce · Vidiná